# Puliciphora kistneri
Puliciphora kistneri är en tvåvingeart som beskrevs av Ronald Henry Lambert Disney 1998. Puliciphora kistneri ingår i släktet Puliciphora och familjen puckelflugor. Inga underarter finns listade i Catalogue of Life.